# Basse (rivière)
Pour les articles homonymes, voir Basse.
La Basse est une rivière du département des Pyrénées-Orientales dans la région Occitanie et un affluent de rive droite de la Têt, dans laquelle elle se jette à Perpignan. 

## Géographie
D'une longueur de 16 km, la Basse prend sa source à l'est du petit mont de Serrat del Pou (234 m) et à 200 mètres au nord de Sainte-Colombe-de-la-Commanderie et au sud-ouest de Thuir.
Jusqu'à la fin du XVIIe siècle, elle conflue dans la Têt dans les environs de Canet. Son parcours est alors raccourci avec la construction d'un canal par les ingénieurs du roi.
Elle a été bétonnée à l'entrée de Perpignan pour limiter son débit. Elle passe devant le Lycée François-Arago et le Castillet (ancienne porte fortifiée de Perpignan), et rejoint la Têt en aval du pont Joffre à une altitude de 26 mètres.
Cette rivière connaît souvent des crues lorsqu'il pleut, et son débit peut devenir assez important à l'intérieur même de Perpignan, ce que l'on peut par exemple observer en face du Castillet.

### Communes et cantons traversés
Dans le seul département des Pyrénées-Orientales, la Basse traverse les six communes, et cinq cantons :
- dans le sens amont vers aval : Sainte-Colombe-de-la-Commanderie, Thuir (source), Ponteilla, Le Soler, Toulouges, Perpignan (confluence).

Soit en termes de cantons, la Basse prend source dans le canton de Thuir, traverse les canton de Millas, canton de Toulouges, canton de Perpignan-8, canton de Perpignan-6 et conflue dans le canton de Perpignan-2, le tout dans l'arrondissement de Perpignan.

### Bassin versant
Son bassin versant est de 70 km2 alors que celui de la Têt est de 1 417 km2 (ou 1 369 km2 selon le SANDRE) soit moins de 5 % du bassin total de la Têt.

### Organisme gestionnaire
L'organisme gestionnaire est le SMBVT ou Syndicat Mixte du Bassin Versant de la Têt créé en 2008.

## Affluents
Le SANDRE ne référence pas d'affluent. Pourtant l'état du territoire de Perpignan connaît deux affluents droits :
- La Sagne (rd)
- Le Ganganeil (rd), long de 7 km, sur les trois communes de Toulouges, Canohès et Perpignan. Il a eu un débit de crue de 70 m3/s le 26 octobre 1915[7].

Donc son nombre de Strahler est de deux.

## Hydrologie

### La Nouvelle Basse à Perpignan
La Basse a aussi été observée (par la banque Hydro) de 1977 à 1991 sur 14 ans pour un module de 0,656 m3/s -donc après la construction du canal défluent pour les crues -. 

### Crues ou aiguats
Sur cette période, le débit instantané maximal fut le 19 octobre 1977 à 12 h 20 avec 88,9 m3/s, une hauteur maximale instantanée de 175 cm et un débit journalier maximal de 36,50 m3/s.
La Têt est sujette de très grosses crues ou « aiguat » en catalan : la dernière date de 1992 avec 1 115 m3/s. La plus remarquée fut celle d'octobre 1940 avec 3 600 m3/s.
Les crues observées sur la Basse sont : aiguat du 24 août 1842, inondations de 1915, 1959, 1969 avec en 1959 un débit atteint de 240 m3/s.

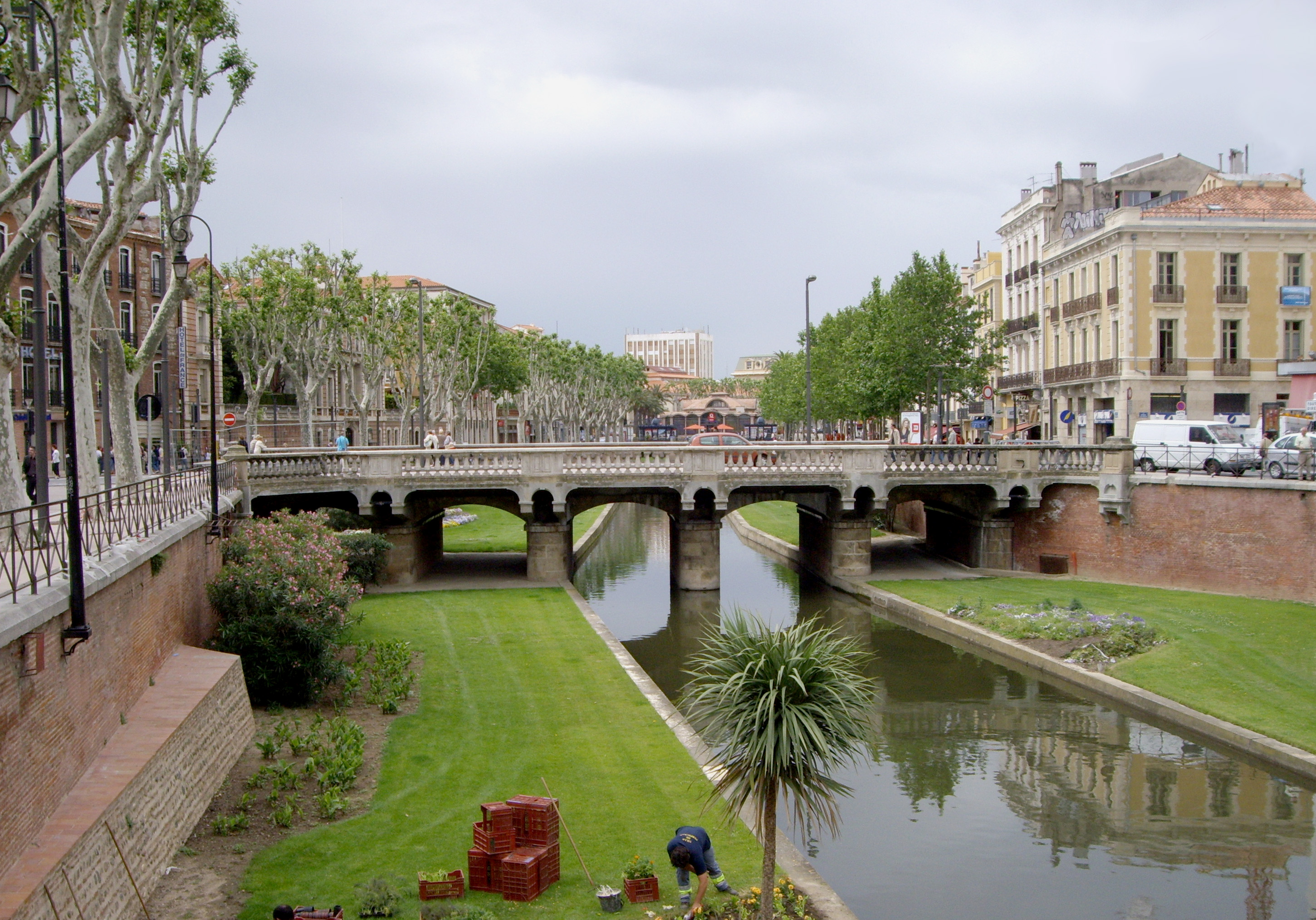
Pont sur la rivière Basse, à Perpignan

En 1975 un canal longeant l'autoroute A9 dérive les débits de crue vers la Têt calibré pour des crues cinquantenales de l'ordre de 300 m3/s. Ainsi Perpignan evita les crues le 16 octobre 1977, le 1er mars 1986, le 16 novembre 1986 et 26 septembre 1992.

## Aménagements
La Basse voit aussi passer sur la commune de Toulouges le LGV Sud Europe Méditerranée.
Longtemps inaccessibles au public, les abords de la Basse, dans la traversée urbaine de Perpignan, doivent être aménagés à partir de 2026 pour y permettre en partie la circulation des piétons et cyclistes.

## Écologie
La Basse est une coulée verte qui traverse l'ouest de Perpignan et est un milieu attractif pour les oiseaux.